# 468 Ліна
468 Ліна (468 Lina) — астероїд головного поясу, відкритий 18 січня 1901 року Максом Вольфом у Гейдельберзі.
Тіссеранів параметр щодо Юпітера — 3,181.